# Dixon (Missouri)
Dixon è un comune degli Stati Uniti d'America, situato nello Stato del Missouri, nella contea di Pulaski.